# Рафаела Кара
Рафаела Марија Роберта Пелони (Болоња, 18. јун 1943 — Рим, 5. јул 2021), познатија као Рафаела Кара (италијански: [raffaˈɛlla karˈra]), била је италијанска певачица, плесачица, телевизијска водитељка и глумица. Била је добро позната у Европи и Латинској Америци као резултат својих бројних телевизијских емисија и плоча.

## Биографија
Рођена је у Болоњи, и још у раном детињству се интересовала за плес. Након селидбе у Рим, уписала је Националну плесну академију и започела филмску каријеру шездесетих година прошлог века.
Никад се није удавала. Према Рафаели, она није веровала у брак. Није имала деце, иако је хтела; када је покушала да има децу, њен лекар јој је рекао да неће моћи. Уместо тога, одлучила је да из даљине усвоји неколико деце из целог света.

## Каријера
Њен успех у земљама шпанског говорног подручја почео је 1975. године када је наступила у емисији „Даме и господо" на шпанској државној телевизији.
Тај наступ био је својеврсна одскочна даска за певачицу која је у једном тренутку издала и албум са песмама на шпанском.
Пажњу латиноамеричке јавности први пут је скренула током боравка у Чилеу, а затим се њена популарност проширила на Перу, Аргентину и Мексико.
Глумила је у десетинама филмова између 1960. и 1970. године, укључујући “Von Ryan’s Express” из 1965. са Френком Синатром. Исте године Кара је наступила у музичкој комедији “Scaramouche”.
Шездесетих је наступала у телевизијским емисијама попут “Tempo di Danza”, “Il Paroliere” и “Questo Sconosciuto”.
Године 1971. постигла је још један успех у ТВ емисији “Canzonissima”, изводећи тематску песму “Chissà se Va”. Од средине седамдесетих надаље Кара је била популарна ТВ водитељка разних емисија у Италији и у Шпанији.
Вратила се на мале екране 2013. у улози ментора у шоуу за таленте “The Voice of Italy” и тада је објављен њен посљедњи албум “Replay”.